# Drosophila gaucha
Drosophila gaucha este o specie de muște din genul Drosophila, familia Drosophilidae, descrisă de Jaeger și Salzano în anul 1953. Conform Catalogue of Life specia Drosophila gaucha nu are subspecii cunoscute.